# Uwe Mundlos
Uwe Mundlos (11 de agosto de 1973 - 4 de noviembre de 2011) fue un asesino y terrorista de ultraderecha y, junto a Uwe Böhnhardt y Beate Zschäpe, miembro de Clandestinidad Nacionalsocialista (CNS), una organización terrorista neonazi. Se cree que Mundlos asesinó a Böhnhardt en 2011 en un aparente suicidio pactado.

## Biografía
Nacido en Jena como hijo de Siegfried, un profesor de Ciencias de la Computación en la Universidad de Jena e Ilona, una dependienta. Tenía un hermano mayor discapacitado llamado Robert. El apartamento familiar estaba localizado en un bloque de apartamentos en la calle Max Steenbeck del distrito de Winzerla.
En 1979, Mundlos asiste al Polytechnic High School POS Magnus Poser. Graduándose en décimo grado con buenas calificaciones, especialmente en las materias de ciencias. Empieza a hacer prácticas como procesador de datos en Carl Zeiss.
En 1987, Mundlos ya es miembro de Los Pioneros de Thalmann y de la Juventud Libre Alemana.
En 1988, Mundlos comenzó a acudir al colegio 'con pelo al estilo militar y botas de combate'.
Después de la Caída del Muro de Berlín en 1989 se radicalizó cada vez más.
El club Winzer-clan abre por primera vez, lugar que se convierte en el punto de encuentro de muchos neonazis de Jena. En este lugar Mundlos empieza a relacionarse con quienes serían los futuros integranes y colaboradores de la Clandestinidad Nacionalsocialista, Uwe Böhnhardt, Beate Zschäpe, Ralf Wohlleben, Holger Gerlach y André Kapke formando una camaradería en Jena, donde era considerado el líder.
De 1994 en adelante, Mundlos fue investigado en diferentes estados por sedición, violación del derecho de asociación, utilización de símbolos inconstitucionales, allanamiento y resistencia a la autoridad.
En ese mismo año, Mundlos comienza su servicio militar obligatorio en las Barracas de Kyffhaeuser en Bad Frankenhausen.
En 1995 junto a Uwe Böhnhardt y Beate Zschäpe se une a la organización anti-Antifa de Turingia y a la Thuringian Homeland Security. Se llega a relacionar con la "división alemana" de "Blood & Honour", una organización ultraderechista creada en Reino Unido.
Mundlos es detenido durante una redada, los oficiales revisan su apartamento y descubren música nacionalsocialista y panfletos de NPD. Al miamo tiempo, el Servicio de Inteligencia alemán señala a Mundlos como peligroso. En marzo de 1995, es interrogado por los ataques a asilos de refugiados. Él niega estar vinculado.
En junio de 1995 la Corte Judicial del distrito de Chemnitz lo sentencia a pagar una multa por "haber fabricado y estar en posesión de símbolos inconstitucionales".
En agosto, Mundlos participa en un memorial de Rudolf Hess en Schneverdingen.
En noviembre de 1996, a Mundlos se le prohíbe entrar en el memorial del campo de concentración de Buchenwald ya que había entrado junto a Uwe Böhnhardt vestido con uniformes de las SS.
El 9 de noviembre de ese año, la policía registra su casa y encuentra hachas, porras, una pistola de gas, una estrella arrojadiza, un cuchillo de combate, una pistola de aire y un cartel con motivo de la Wehrmacht.
A finales de 1997, una filial de la organización "Blood & Honour", "White Youth", es fundada en Turingia, los miembros se centran en recutrar a gente joven y a mantener a los veteranos. Cuenta con 40 miembros y los miembros de la CNS están presentes.
En enero de 1998, se difunde una orden de arresto a los miembros de la CNS y el trío huye. Mientras vivió en la clandestinidad, Mundlos sostuvo la identidad falsa de Max Florian Burkardt.